# Aza (Azerbaigian)
Aza è un comune dell'Azerbaigian situato nel distretto di Ordubad. 